# Starokatolická farnost Šumperk
Starokatolická farnost Šumperk je farnost Starokatolické církve v České republice.
Starokatolické náboženské společenství vzniklo v Šumperku jako první na severní Moravě, první bohoslužby se konaly v evangelickém chrámu 15. března 1889. Vzniklá obec byla státem uznána jako farní až 15. března 1889. Poté, co bylo po dlouhých sporech v letech 1903–1905 starokatolíkům zakázáno využívat městem pronajatý kostel svaté Barbory, postavili si v roce 1914 vlastní secesní kostel sv. Jana Evangelisty.
K farnosti Šumperk náležely krátkou dobu filiální obce v Brně a Frýdlantu nad Moravicí (Břidličné), které byly brzy povýšeny na samostatné farnosti. Naopak trvale zůstala ve svazku s farností filiální obec v blízkém Rapotíně, která vznikla na počátku 20. století a již roku 1904 si postavila kapli Vzkříšení Páně (nyní silně poškozenou). Tato filiální obec zanikla v 70. letech 20. století.
I přes ztrátu většiny předválečných věřících v důsledku vysídlení Němců z Československa farnost přetrvala a nadále působí. V současnosti je z ní spravována i farnost v Břidličné, v níž byl náboženský život obnoven roku 2000, a diasporní komunita v Českém Těšíně, které má vlastního kooperátora (2013: ThLic. Cezary A. Mizia, Dr.) a vlastní bohoslužebné místo v podobě kaple bratra Rogera z Taizé.